# Poczekajka (Ruda-Huta)
Pour les articles homonymes, voir Poczekajka.
Poczekajka (prononciation : [pɔt͡ʂɛˈkai̯ka]) est un village polonais de la gmina de Ruda-Huta dans le powiat de Chełm de la voïvodie de Lublin dans l'est de la Pologne, à la frontière avec l'Ukraine.
Il se situe à environ 9 kilomètres au nord-est de Chełm (siège du powiat) et 69 kilomètres à l'est de Lublin (capitale de la voïvodie).

## Histoire
De 1975 à 1998, le village est attaché administrativement à la voïvodie de Chełm.

Depuis 1999, il fait partie de la voïvodie de Lublin.